# Навас-дель-Рей
Навас-дель-Рей (ісп. Navas del Rey) — муніципалітет в Іспанії, у складі автономної спільноти Мадрид. Населення — 2609 осіб (2010).
Муніципалітет розташований на відстані близько 46 км на захід від Мадрида.
На території муніципалітету розташовані такі населені пункти: (дані про населення за 2010 рік)
- Ель-Морро: 207 осіб
- Навас-дель-Рей: 2277 осіб
- Сан-Хуан: 47 осіб
- Ла-Роча: 42 особи
- Санта-Ана: 36 осіб

## Демографія
Динаміка населення (INE ):

## Галерея зображень

Розташування муніципалітету у автономній спільноті Мадрид